# Karl Hans Bühner
Karl Hans Bühner (* 19. September 1904 in Schwäbisch Gmünd; † 4. August 1978 in Spraitbach) war ein Mitglied des Schwäbischen Dichterkreises um August Lämmle und Georg Schmückle. Der 1938 gegründete Dichterkreis stellte Heimatdichter mit unterschiedlicher Prägung in den Dienst nationalsozialistischer Interessen. Schirmherr war Reichsstatthalter Wilhelm Murr.

## Kindheit und Studium
Bühners Vater war Wagner. Nach seinem Abitur im Jahr 1923 begann Bühner ein Studium der Elektrotechnik an der Technischen Hochschule Stuttgart, fachlich erst einmal fern vom Schriftstellerberuf. Während des Studiums in Stuttgart besuchte er Abendvorlesungen des Literaturhistorikers Theodor Meyer und begeisterte sich zunehmend für Literatur. 1926 gewann er einen Hochschulwettbewerb mit der Arbeit Hermann Hesse und Gottfried Keller: eine Studie. Das Werk stellte zugleich seine erste Veröffentlichung dar. Der Erfolg seines Werkes und die gewonnenen Kontakte in die literarische Welt bewogen Karl Hans Bühner sich seiner Leidenschaft gänzlich zuzuwenden. Zum Wintersemester 1928/29 immatrikulierte sich er an der Philosophischen Fakultät der Universität Tübingen. Er studierte in der Krise der ausgehenden zwanziger Jahre und des aufsteigenden Nationalsozialismus.

## Im Nationalsozialismus
Nach dem Abschluss seines Studiums an der Universität Tübingen wurde Bühner Redakteur beim Stuttgarter NS-Kurier. Er arrangierte sich im neuen politischen System und stieg mit der Zeit als Redakteur auf. Zunehmend stellte er sich in den Dienst der nationalsozialistischen Propaganda. Er nahm in seinen Werken zunehmend Bezug auf die NS-Ideologie.

### Dichterisches Selbstverständnis
Bühner sah sich und Literatur im Allgemeinen einer klaren Aufgabe verpflichtet. Dichtung sollte den Menschen ausrüsten und vorbereiten für die kommenden Herausforderungen. Er beschwor bereits 1937 ein Ende der „ruhigen Zeiten“ und einen „Existenzkampf“.
„Seine (des Dichters) Aufgabe ist: Die nordisch-germanische Welt in ihrer deutschen Ausprägung künstlerisch zu erfassen, heißt: der Gegenwart schenken, wessen die im gewaltigen Existenzkampf alles Deutschen in der Welt bedarf. Denn die ruhigen Zeiten in Europa sind für eine Weile vorüber. Nur ein Volk von einheitlichem politischen Willen, willens seinen Anspruch auf den Platz an der Sonne sich niemals bestreiten zu lassen und sich sittlichen und biologischen Untergang zu behaupten – nur ein solches Volk beweist seine Tugend und die Fülle seiner Zukunftsmöglichkeiten.“ – Bühner im Jahr 1937

„Vorerst besteht die schönste Aufgabe der Dichtung doch wohl darin: […] die Bewährung des neuen deut-schen Menschen und der nationalsozialistischen Haltung zu schildern, …“ – Bühner im Jahr 1937

### Themen in Bühners Arbeiten
Neben dem Heldentod oder den klassischen nationalsozialistischen Feindbildern, finden sich in Bühners Werken wenig antisemitische Tendenzen. Die geringe Quantität sagt jedoch nichts über den Inhalt der vorhandenen Zitate aus.
„Als Folge davon erhebt sich zwei Jahrzehnte später der Bolschewismus als asiatische Lehre […]. Man spürt einer solchen Lehre an, dass sie keinen nationalen Eigenwuchs aufweist, und ihr Hauch von schematischer Künstlichkeit lässt einen volks- und menschenverachtenden Urheber ahnen: den jüdischen Geist.“ – Bühner 1944.

„Wir hörens stolz im täglichen Bericht […] Da wir beschämt fast deines Opfers sinnen, […]“ – Bühner 1941
Bühner förderte wie sich zeigt eine Glorifizierung der Soldaten und deren Handlungen in alltäglichen Zeitungen. Die Reichweite und die Auswirkungen seiner Gedichte zu diesen Themen waren ihm dabei vor Augen.

### Veröffentlichungen
Das wirkungsvollste und weitreichendste Werk Bühner war wohl der 1939 zum 50. Geburtstag von Adolf Hitler erschienene Gedichtband: „Dem Führer – Gedichte für Adolf Hitler“. Weniger ist der Inhalt für die Person Karl Hans Bühner interessant, sondern mehr die Tatsache der Herausgeberschaft. Bühner vereinte 40 Gedichte in dem Band, u. a. auch von vielen Mitgliedern des Schwäbischen Dichterkreises. Im Nachwort schreibt Bühner zur Zielsetzung des Werkes:
„Von vornherein mußten daher bei dieser Zusammensetzung alle Gedichte ausscheiden, die die Gestalt Adolf Hitlers nur indirekt, nur mittelbar oder zweckgebunden erfaßten. […] …; denn viele Dichter konnten zu diesem so streng formulierten, manches wertvolle Gedicht ausschließenden Thema keinen Beitrag geben.“ – Bühner 1939.
Bühner wollte als Herausgeber keine differenzierte Darstellung Hitlers sehen, er wollte bedingungsloses Lob und klares Bekenntnis.

Ein weiteres, 1940 veröffentlichtes Buch, trägt den Titel: „Zeitgedanken – Um Geist und Leben“. Es ist eine Sammlung verschiedener Texte und Artikel, die Bühners zum Teil bereits in Zeitschriften veröffentlicht hatte. Das Werk ist deutlich mehr auf den Autor fokussiert als obiger Gedichtband. Dennoch wird Karl Hans Bühner nicht müde auch in diesem Werk uns bereits bekannte Erzählmuster aufzugreifen.
„Das Sonnenzeichen ob unsern Häuptern macht uns munter. Wohl stehen wir im Gewitter des Krieges. Trotz Tod und Tränen sind wir furchtlos, wies es den Deutschen geziemt. Denn wir vertrauen dem jungen Leben unseres jungen Volkes.“ – Bühner 1940.

## Spruchkammerverfahren
Erst 1944 wurde seine Unabkömmlichstellung aufgehoben und Bühner musste an die Ostfront. Aus sowjetischer Kriegsgefangenschaft kehrte er erst 1948 zurück. Seinen Spruchkammer-Meldebogen füllte er folgerichtig im April 1948 aus. Als Heimkehrer fiel er allerdings unter die Heimkehrer Amnestie. Er musste sich damit keiner ausführlichen Prüfung seiner Werke stellen. Trotz seiner Unterstützerrolle während und für den Nationalsozialismus sah sich Bühner somit keiner gründlichen, sondern lediglich einer formellen Entnazifizierung ausgesetzt. Seine beiden erwähnten Bücher landeten auf der Liste der auszusondernden Literatur.

## Nachkriegszeit
Nach seiner Rückkehr aus der Kriegsgefangenschaft zog Bühner in das elterliche Haus (heute Volksbank Gmünd) in Schwäbisch Gmünd. Grundsätzlich wendete Bühner sich vom Beruf des Redakteurs ab und wurde ab 1951 Werbeleiter und später Einkaufsleiter in der Industrie. 1969 setzte er sich in Spraitbach bei Gmünd zur Ruhe. Aus der Arbeit als Schriftsteller wurde eine wöchentliche Kolumne in der Rems-Zeitung und Artikel im Gmünder Einhorn. Die Themen der Nachkriegszeit waren Betrachtungen anderer Dichter, die Natur und Heimat. Ein großes Publikum erreichte er auch in der Nachkriegszeit nicht.